# Saremar
 (août 2013).
Si vous disposez d'ouvrages ou d'articles de référence ou si vous connaissez des sites web de qualité traitant du thème abordé ici, merci de compléter l'article en donnant les références utiles à sa vérifiabilité et en les liant à la section « Notes et références ».
Saremar (pour Sardegna Regionale Marittima) était une compagnie maritime de Sardaigne (Italie).
Saremar était une subdivision publique de la Tirrenia di Navigazione jusqu'en 2009, année où elle fut transférée sous l'autorité du gouvernement régional Sarde qui détenait la majorité des actions. 
Elle opérait sur des lignes depuis la Sardaigne jusqu'aux îles de La Maddalena et  San Pietro, Bonifacio en Corse, Savone et Civitavecchia en Italie continentale.
En proie à de graves difficultés financières, avec près de 11 millions d'euros de dettes, la Saremar a cessé ses activités au 31 décembre 2015.

## Images

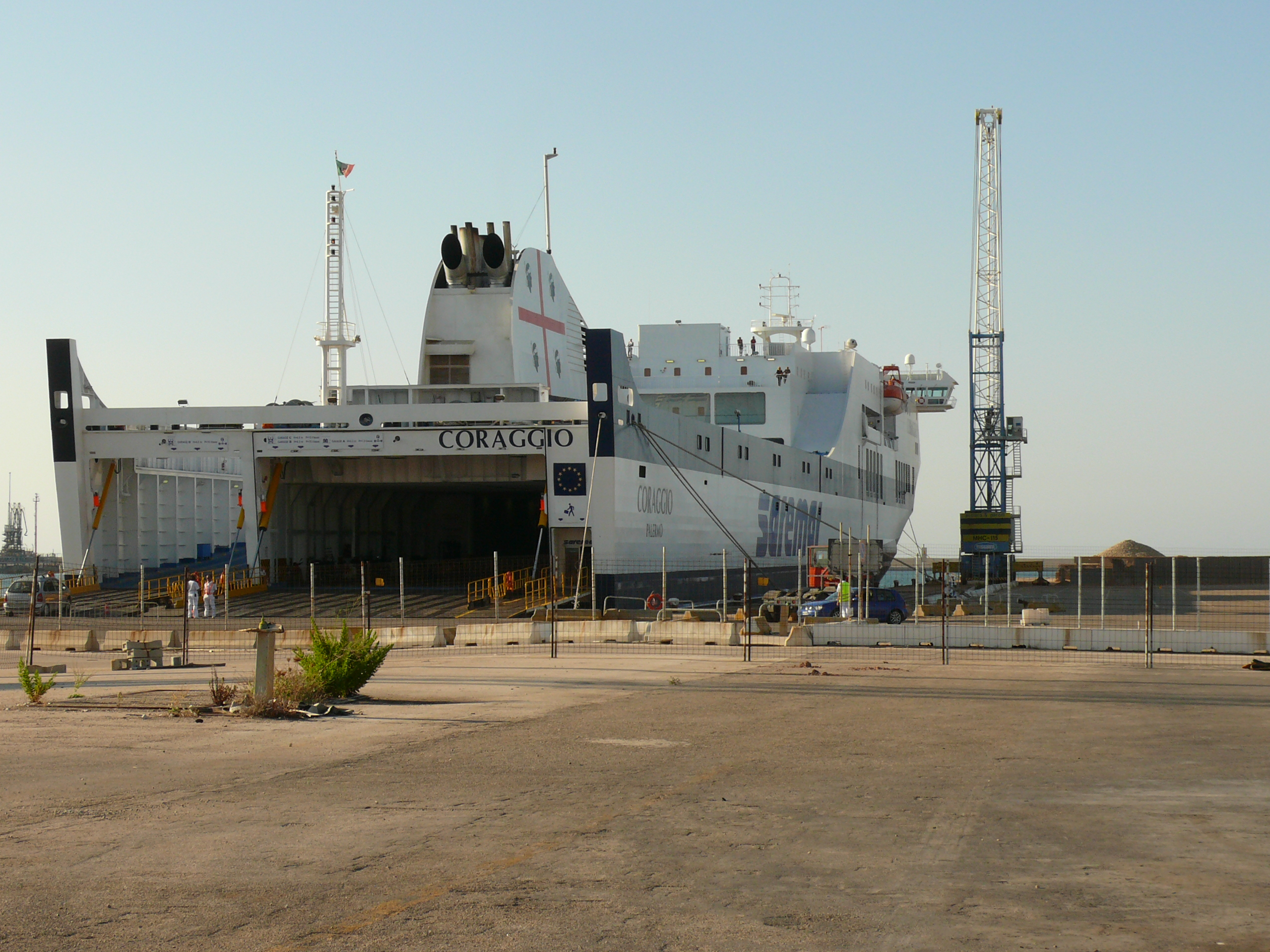
Le Coraggio.
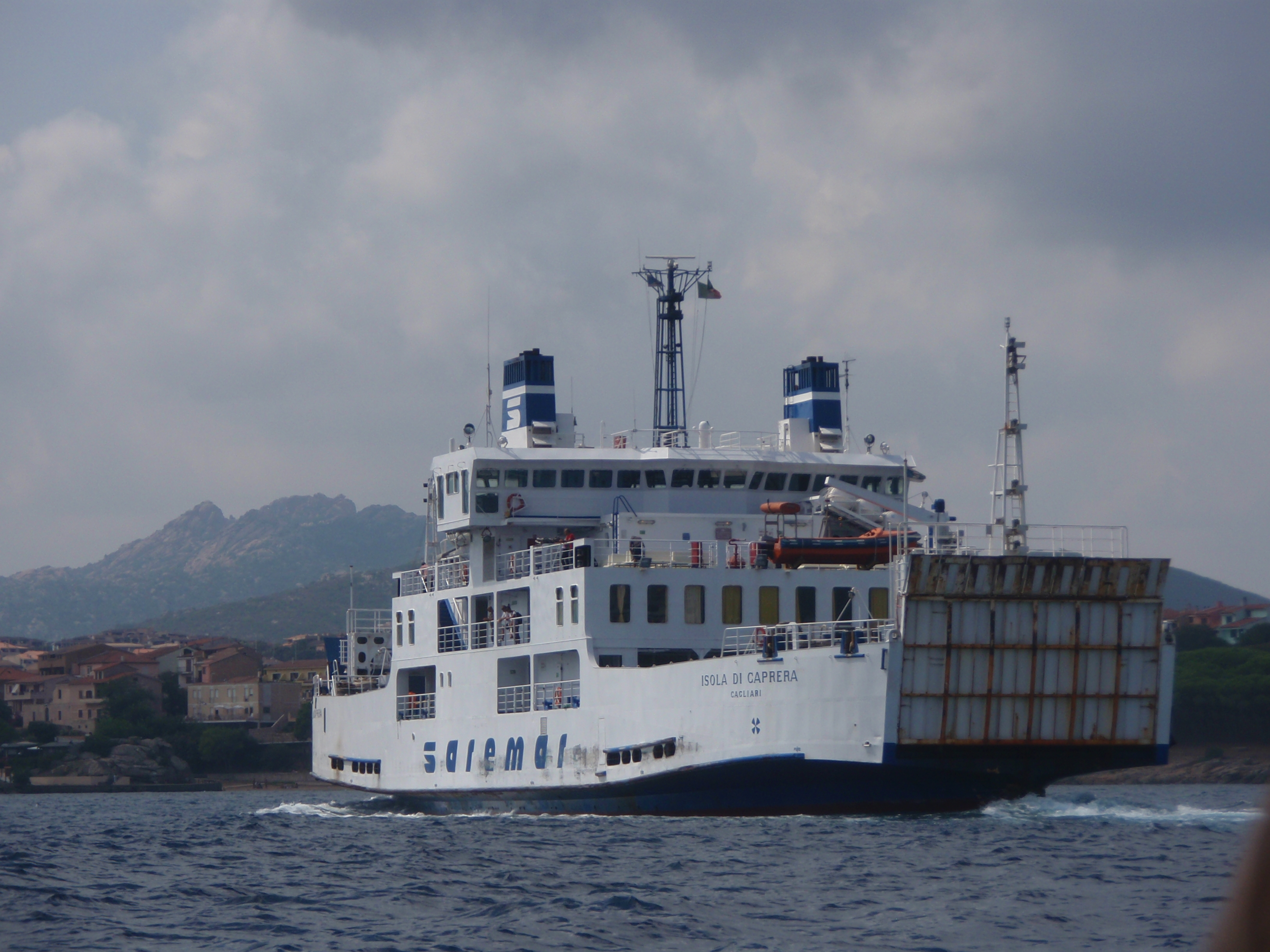
L'Isola di Caprera.
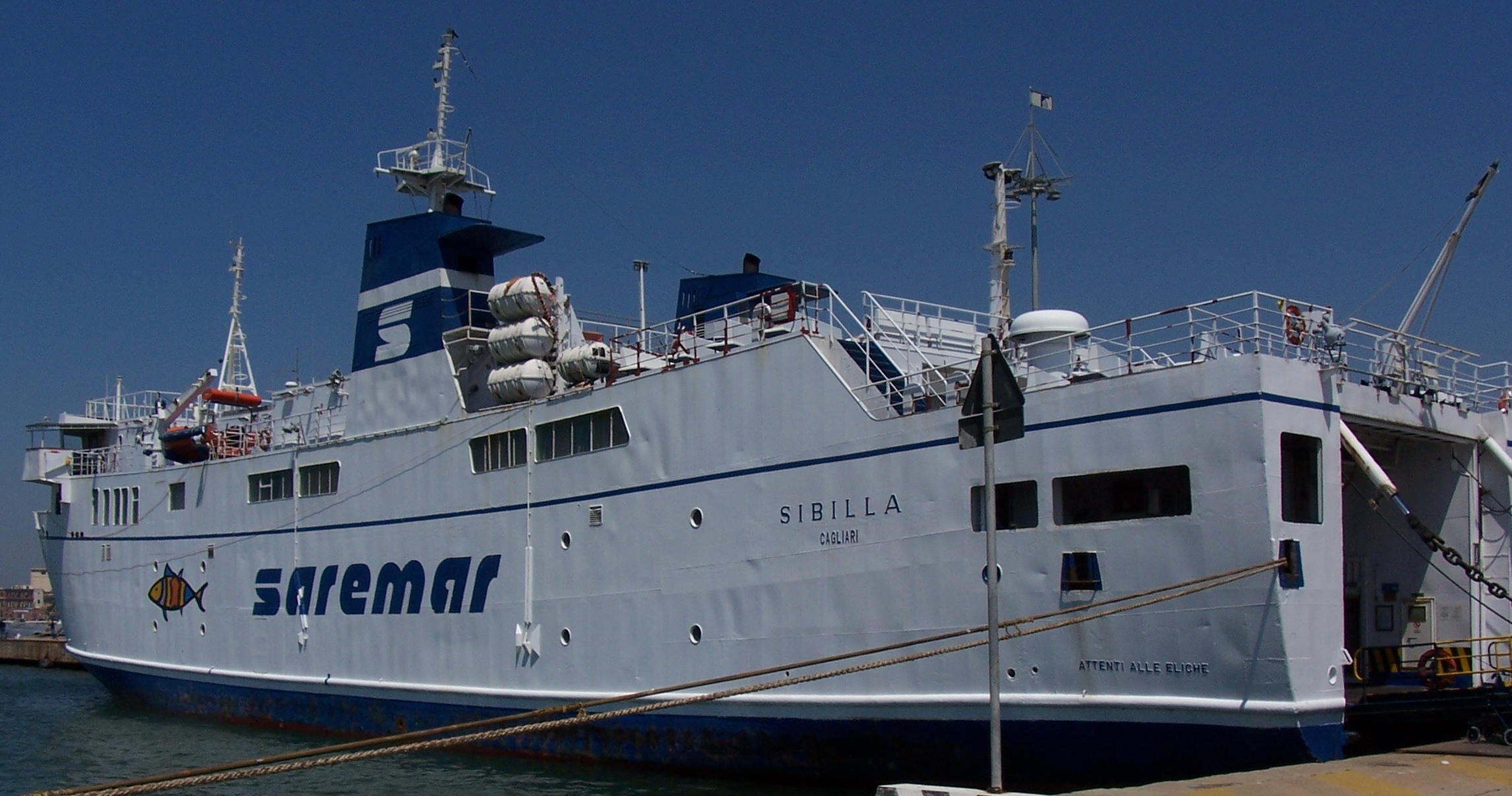
Le Sibilla.